# Phyllophaga michelbacheri
Phyllophaga michelbacheri är en skalbaggsart som beskrevs av Saylor 1940. Phyllophaga michelbacheri ingår i släktet Phyllophaga och familjen Melolonthidae. Inga underarter finns listade i Catalogue of Life.